# Ströer X
Die Ströer X GmbH ist Teil der Ströer-Gruppe und bildet das Segment für weltweit Dialogmarketing. Das Unternehmen betreibt an ca. 300 Standorten unter seinen Marken Avedo und Ranger Dienstleistungen für Telemarketing, OmniChannel-Lösungen, vertriebsorientierten Außendienst und digitalen Kundenservice. Mit rund 7.000 Mitarbeitern bearbeitet Ströer X rund 100 Mio. Kundenkontakte im Jahr.

## Geschichte
Ströer X GmbH wurde 2021 als Dachmarke des Segments Dialogmarketing der Ströer SE & Co. KGaA gegründet. Ströer X ersetzt seitdem die bisherige Firmierung Ströer Dialog Group GmbH, die 2017 gegründet wurde. Davor hieß sie Avedo GmbH, die bereits 2004 gegründet wurde. Im Jahr 2018 gingen zwei deutschlandweite Call-Center-Unternehmen in die damalige Ströer Dialog Group über, darunter die DV-COM GmbH und die D+S communication center management. Die Historie der beiden zugekauften Dienstleister reicht über 40 Jahre zurück.

## Leistungen
Ströer X bietet individuelles Business Process Outsourcing im Bereich Dialogmarketing crossmedial über Telefonie, E-Mail, Chat und Social Media sowie im Direktvertrieb an.
- OmniChannel-Vermarktung

Ströer X bietet individuelle Sales und Service Outsourcing Modelle entlang der vertrieblichen Wertschöpfungskette an. In der Omnichannel-Vermarktung werden nicht nur einzelne Vertriebskanäle bedient, sondern mehrere miteinander verknüpft. Durch die einzelnen Spezialisierungen der zur Ströer X Gruppe gehörigen Marken können alle Touchpoints des direkten Kundenkontakts bedient werden.
- Sales Services

Der Sales Service der Ströer X ist ein Outsourcingangebot zur Unterstützung bei der Neukundenakquise und zur Ausschöpfung bestehender Kundenbeziehungen. Die Marken Ranger und Avedo vertreten die Hauptvertriebsbereiche Telesales und Fieldsales für Ströer X. Neben klassischen Sales-Strategien (Cross- & Upselling, Winback, Outbound Sales) werden auch Projekte im Inbound Sales sowie Pre Sales Services und After Sales Services umgesetzt.
- Customer Services

Durch eine fachkompetente Beratung wird beim Customer Service eine professionelle Organisation von Direktkontakten gewährleistet, die die Kundenbeziehungen vertieft und zum Aufbau eines nachhaltigen Kundenstamms beiträgt (Customer Care). Das Leistungsangebot reicht von der klassischen Inbound und Outbound Telefonie (klassischer Kundendienst und Bestellhotlines) über User Heldesks im 1st-, 2nd- oder 3rd-Level-Support und Sachbearbeitungsdienstleistungen sowie Mystery Calls.

## Unternehmensstruktur
Neben dem Contact Center Business der Avedo bilden die weiteren Ströer X-Marken Ranger, optimise-it und Ströer Dialog Solutions das Markenportfolio:
- Avedo Gruppe

Avedo ist ein 2004 gegründeter Full-Service-Dienstleister für digitalen Kundenservice und zählt seit 2017 zu Ströer X. Die Unternehmensgruppe übernimmt an über 20 Standorten in Deutschland und Europa den Kundenservice für zahlreiche Auftraggeber aus 12 Kernbranchen (Telekommunikation, Versicherungen, Energie, IT, Finanzen, Recycling, E-Commerce, Healthcare, Tourismus, Automotive, Elektroindustrie, Sportindustrie).
- optimise-it GmbH

Die optimise-it GmbH ist seit 2018 Teil von Ströer X und ergänzt das Angebot im Dialogmarketing um flexible Chat-Lösungen im europäischen Markt. Das Unternehmen mit Sitz in Hamburg bietet seit der Gründung im Jahr 2002 Live Chat- und Messaging Services sowie ergänzende Dienstleistungen an. Zu den genutzten digitalen Kommunikationskanälen zählen Messenger, InApp (iOS/Android), Text- und Mobile Chat, Video Chat, automatisierte Bot-Kommunikation, Screen-Sharing und Co-Browsing. .
- Ranger Marketing & Vertriebs GmbH

Die Ranger Marketing & Vertriebs GmbH wurde 1992 gegründet und ist ein Full-Service-Dienstleister im vertrieblichen Außendienst. Ranger gehört seit 2018 zu Ströer X und bietet individuelle Vertriebsdienstleistungen für Unternehmen aus den Bereichen Telekommunikation, Medien, Finanzdienstleistungen und Energie an. Ranger ist in sieben Ländern und an über 150 Vertriebsstandorten vertreten und generiert monatlich über eine Million Kundenkontakte und rund 60.000 Verträge.